# 伊藤孝次郎
伊藤 孝次郎　(いとう こうじろう、1918年（大正7年）11月12日 - 1992年（平成4年）5月10日）は、日本の地方政治家。東久留米市長を務めた。

## 来歴
山形県出身。早稲田大学専門部政経科に通い（1940年卒業）、1939年中外商業新報記者となる。翌年青島興亜新報支局長兼論説委員となる。戦後、東京タイムズに入り、社会部次長を経て、総理府公職訴願審査委員会事務局に勤める。その後、東京都久留米町議会（現・東久留米市議会）議員に当選。市制施行後に副議長に就任した。
1978年10月10日、東久留米市長の石塚政寿が汚職事件の責任をとり辞職。石塚の辞職に伴い11月26日に行われた市長選に社会党・共産党の推薦を得て立候補。自民党の支持を得た米田正ら2候補を破り初当選した。元日本社会党総支部長で、「明るい革新東久留米をつくる会」という団体を掲げ、革新市政をもたらした。
1981年12月24日、市内7校目の中学校開校にあたり用地取得が難航し開校のめどが立たなくなった責任を取って辞任した。これにより、3期連続で任期途中での辞任となった。
1992年死去。73歳没。